# Carman-Kozeny-Gleichung
Die Kozeny-Carman-Gleichung, oder Carman-Kozeny'sche Gleichung, beschreibt im Bereich der Strömungsdynamik eine Relation, um den Druckverlust eines Fluids zu berechnen, der durch eine feinkörnige Schüttung von Festkörpern verursacht wird. Sie ist benannt nach Josef Kozeny und Philip C. Carman. Die Gleichung gilt nur für laminare Strömungen. Sie besagt, dass sich der Volumenstrom {\displaystyle {\frac {\mathrm {d} V}{\mathrm {d} t}}} durch die Druckdifferenz und den Eigenschaften der Schüttung und des Fluids berechnen lässt:
{\displaystyle {\frac {\mathrm {d} V}{\mathrm {d} t}}={\varepsilon ^{3}\cdot \Delta p\cdot A\cdot d_{\mathrm {p} }^{2} \over {(1-\varepsilon )^{2}\cdot \eta _{L}\cdot H\cdot K}}}
- {\displaystyle \varepsilon } = Porosität
- {\displaystyle \Delta p} = Druckdifferenz oberhalb und unterhalb der Substanzsäule
- {\displaystyle A} = Anströmfläche bzw. Querschnitt der durchströmten Substanzsäule
- {\displaystyle \eta _{L}} = Viskosität des durchströmenden Fluids
- {\displaystyle H} = Höhe der Schüttung
- {\displaystyle d_{\mathrm {p} }} = Partikeldurchmesser

Die Konstante {\displaystyle K} ist messtechnisch zu bestimmen. Fasst man die materialspezifischen Faktoren zu einem hydraulischen Widerstand {\displaystyle R} zusammen, so erhält man mit
{\displaystyle {\frac {\mathrm {d} V}{\mathrm {d} t}}={\Delta p\cdot A \over {\eta _{L}\cdot R}}}
die Darcy-Gleichung.